# Людські почуття
«Людські почуття» (англ. Human Feelings) — американська телевізійна комедія 1978 року.

## Сюжет
Бог, у вигляді жінки, незадоволена роботою ангелів. Вона вирішує подати приклад, знищивши місто пороку — Лас-Вегас. Ангел Майлз вважає, що це неправильно, він упевнений що навіть у Лас-Вегасі знайдеться кілька гідних людей. В результаті йому надається можливість врятувати місто. Для цього йому за кілька днів необхідно знайти в ньому шість праведників. Але зробити це набагато складніше, ніж він собі це уявляв.

## У ролях
| Актор                  | Роль             |
| ---------------------- | ---------------- |
| Ненсі Вокер            | Бог, місіс Г     |
| Біллі Крістал          | Майлз Гордон     |
| Сквайр Фріделль        | Філ Сойєр        |
| Донна Пескоу           | Глорія Прентіс   |
| Арманд Ассанте         | Джонні Тернер    |
| Річард Димитрі         | Гарсія           |
| Джек Картер            | Робін Денніс     |
| Пет Моріта             | офіціант         |
| Джон Фідлер            | Лестер           |
| Памела Сью Мартін      | Верна Голд       |
| Ентоні Чарнота         | Едді             |
| Том Педі               | Френк            |
| Скотт Вокер            | перший охоронець |
| Джеймс Уітмор молодший | детектив         |
| Арт Метрано            | таксист          |